# Vass László (újságíró)
Vass László (Rozsnyó, 1905. április 21. – Budapest, Terézváros, 1950. április 28.) újságíró, színikritikus.

## Élete
Vass Lajos és Dókus Zsuzsanna fiaként született a Felvidéken.
Egyetemi tanulmányai alatt az Eötvös Kollégium tagja volt. Előbb pozsonyi újságoknál (Magyar Újság, Magyar Nap) dolgozott, majd a Prágai Magyar Hírlap irodalmi rovatvezetője lett. Részt vett a szlovákiai Sarló mozgalomban. A Magyar Újságírók Szövetsége tagja volt.
1938-ban Budapesten a Magyarország című lap munkatársa lett. 1945 után a Kisgazda Párt sajtófőnöke. Halálát szívbénulás, hashártyagyulladás, üszkös vakbélfúródás okozta. A Farkasréti temetőben nyugszik. Felesége Adamis Irén volt.
Irodalmi írásait a Válasz, illetve a Nyugat közölték. Apáczai Csere Jánosról írt tanulmánya a Századok és tanulságok című kötetben jelent meg 1945-ben.

## Posztumusz kötete
- Maradj a néppel! Vass László válogatott írásai; szerk., bev. ifj. Vass László; Gömör-Kishonti Múzeum Egyesület–Patrióta, Rimaszombat, 2011 (Gömör-kishonti téka)